# The Black Eyed Peas
The Black Eyed Peas je americká hiphopová skupina z Los Angeles, ale od roku 2009 se spíš zaměřují na dance a elektro žánr. Současnými členy kapely jsou will.i.am, Apl.de.ap, Taboo. Původně tříčlenná kapela se v roce 2001 rozšířila o Fergie, s níž vydali své průlomové album Elephunk.
Počátky kapely sahají do roku 1988, když se na škole potkali William Adams a Allan Pineda Lindo. Nahráli dokonce i jedno CD (Grass Roots), ale to nikdy nevyšlo. Následující léta kapela hrála po losangeleských klubech a získala základnu fanoušků. Až o tři roky později se skupina přejmenovala na Black Eyed Peas a zároveň vydala své první album s názvem Behind the Front. Poté následovalo vydání CD Bridging the Gap. V roce 2001 se přidala Fergie. Fergie původně do skupiny nepatřila, ale díky jejich textařovi Georgovi Pajonovi s ní nazpívali písničku „Shut Up“, kterou připravovali na další album.
Fergie zatím se skupinou vystupovala na koncertech, ale spíš jako „křoví“ – zpívala vokály a tancovala. V nakladatelství ale byli z písničky „Shut Up“ nadšeni a tudíž se Fergie stala právoplatnou členkou kapely. Kapela si také přidala před svůj název člen The, takže vzniklo The Black Eyed Peas. V roce 2003 vyšlo CD Elephunk. Prodalo se asi 10 000 000 nosičů a The Black Eyed Peas byli navrženi na 4 ceny Grammy Award, přičemž jednu se jim podařilo získat. Jako první se veřejnosti donesla písnička nazpívaná s Justinem Timberlakem „Where Is the Love?“. Po ní následovaly písničky jako „Shut Up“, „Hey Mama“, „Let Get It Started“ a jejich další album Monkey Business.

## 2001-04: Fergie a album Elephunk
Na svém třetím albu začali pracovat 2.11.2001, ale vyšlo až v roce 2003. Je to první album, na kterém se objevuje zpěvačka Fergie. První singl "Where Is the Love?" a také jejich první celosvětový hit se například ve Velké Británii udržel v místní hitparádě 7 týdnů na vrcholu a také to byl nejprodávanější singl roku 2003. Následoval hit "Shut Up", po něm "Hey Mama", píseň, která se objevila v reklamě na iPod. Jejich čtvrtý a také poslední singl z této desky se jmenuje "Let's Get It Started". Původně se jmenovala "Let's Get Retarded", ale skupina ji musela přejmenovat, protože to bylo bráno jako útok na mentálně postižené. Tato píseň získala cenu Grammy Award za nejlepší rapový výkon provedený duem nebo skupinou.
V roce 2004 se skupina vydala na Elephunk Tour.

## 2004-07: Monkey Business
Jejich čtvrté album, Monkey Business bylo nahráno v roce 2004 a vydáno 7. 6. 2005. Písně složili během svého turné. První singl se jmenuje "Don't Phunk with My Heart". Tato píseň dosáhla nejvyššího vrcholu jejich dosavadní kariéry. Získala cenu Grammy za nejlepší rapový výkon provedený duem nebo skupinou. "Don't Lie", druhý singl z alba, byl úspěšnější ve Velké Británii a Austrálii. V USA se v hitparádě Hot100 umístil nanejvýše na 14. místě. "My Humps", další píseň z alba, okamžitě dosáhla komerčního úspěchu v USA. Tato píseň získala Grammy za nejlepší popový výkon provedený duem nebo skupinou. Další a poslední singl byla píseň "Pump It".
Na podzim roku 2005 The Black Eyed Peas vyrazili na turné s Gwen Stefani.
V prosinci 2005 se vydali na "European Tour".

## Fotogalerie

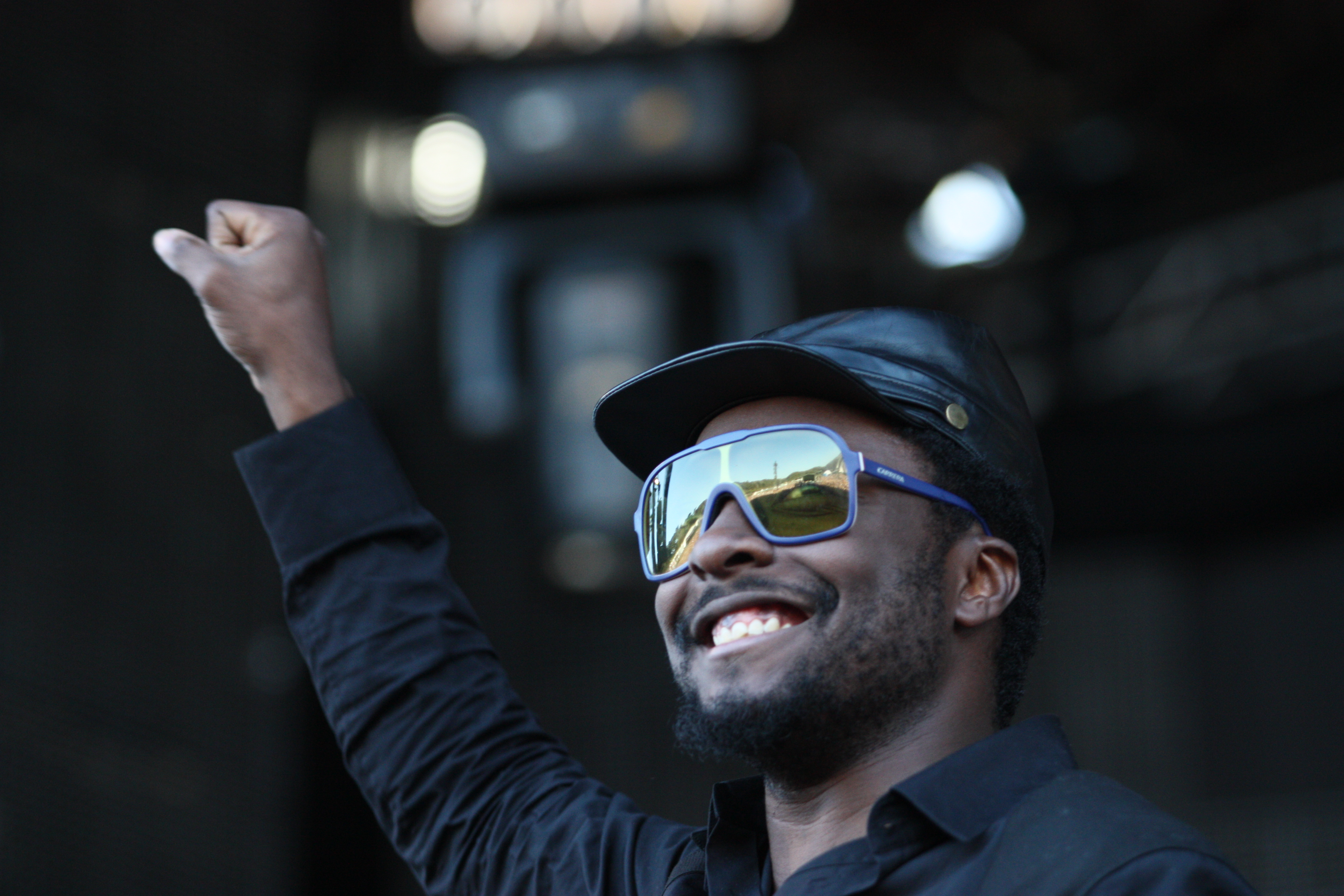
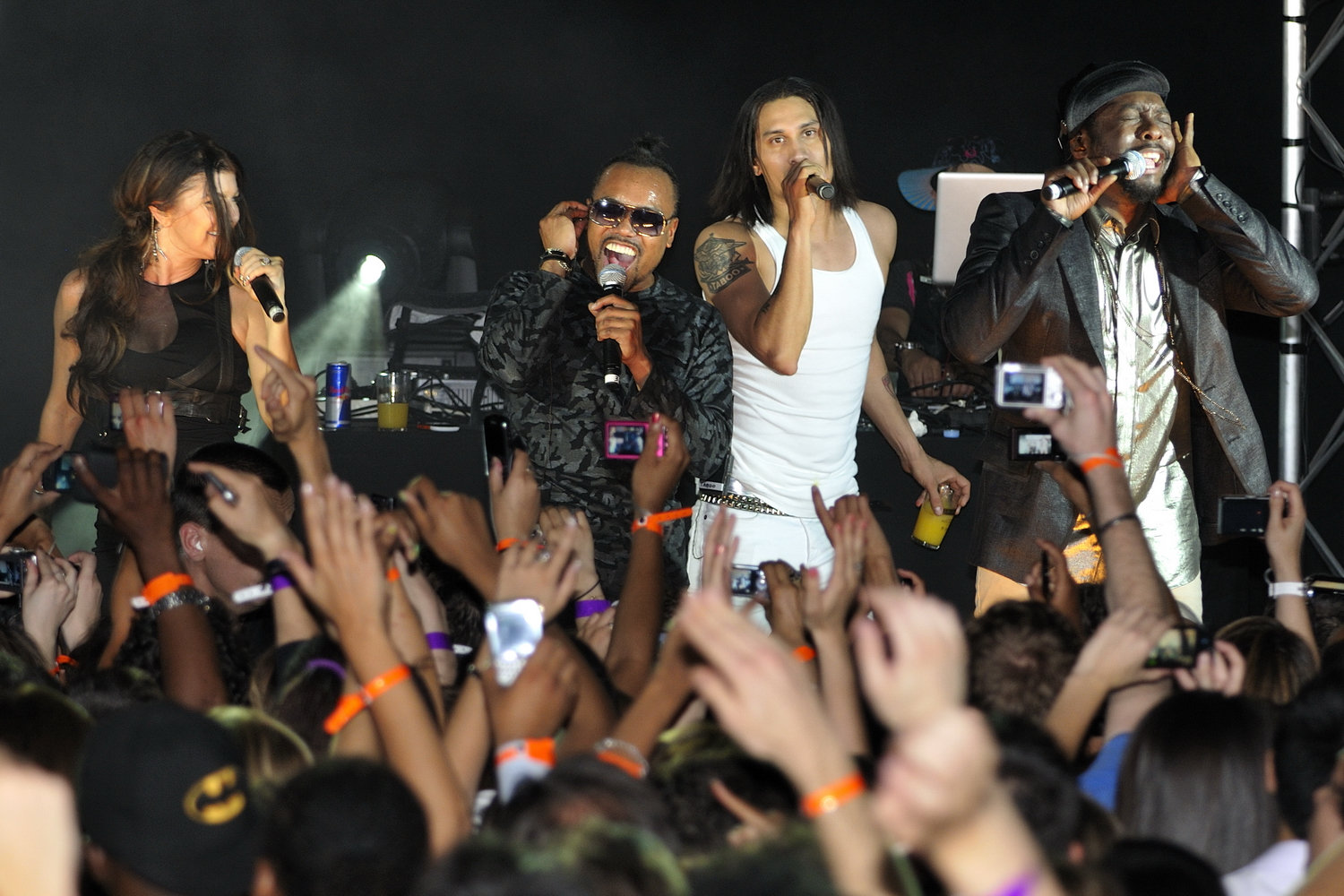
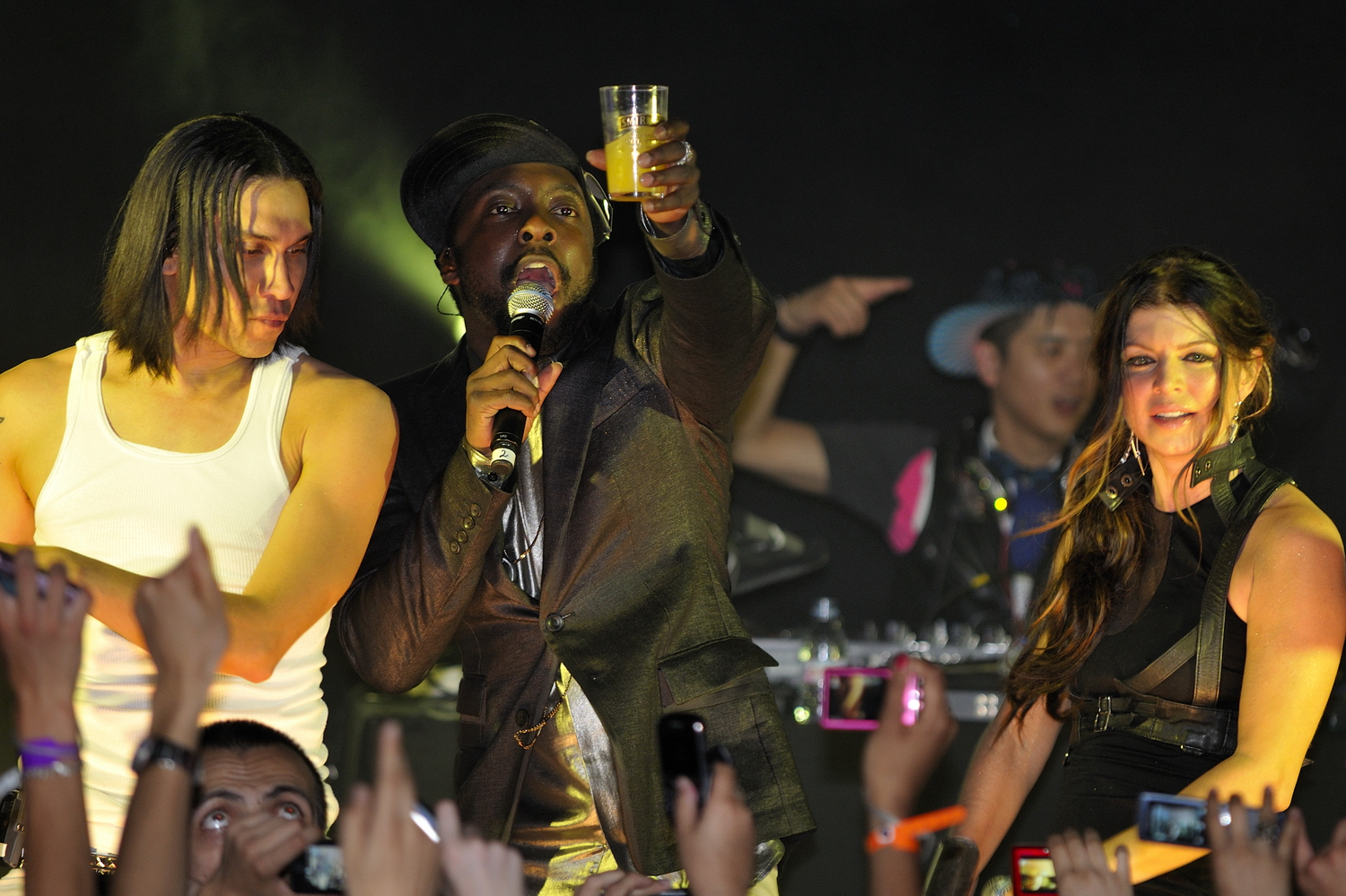
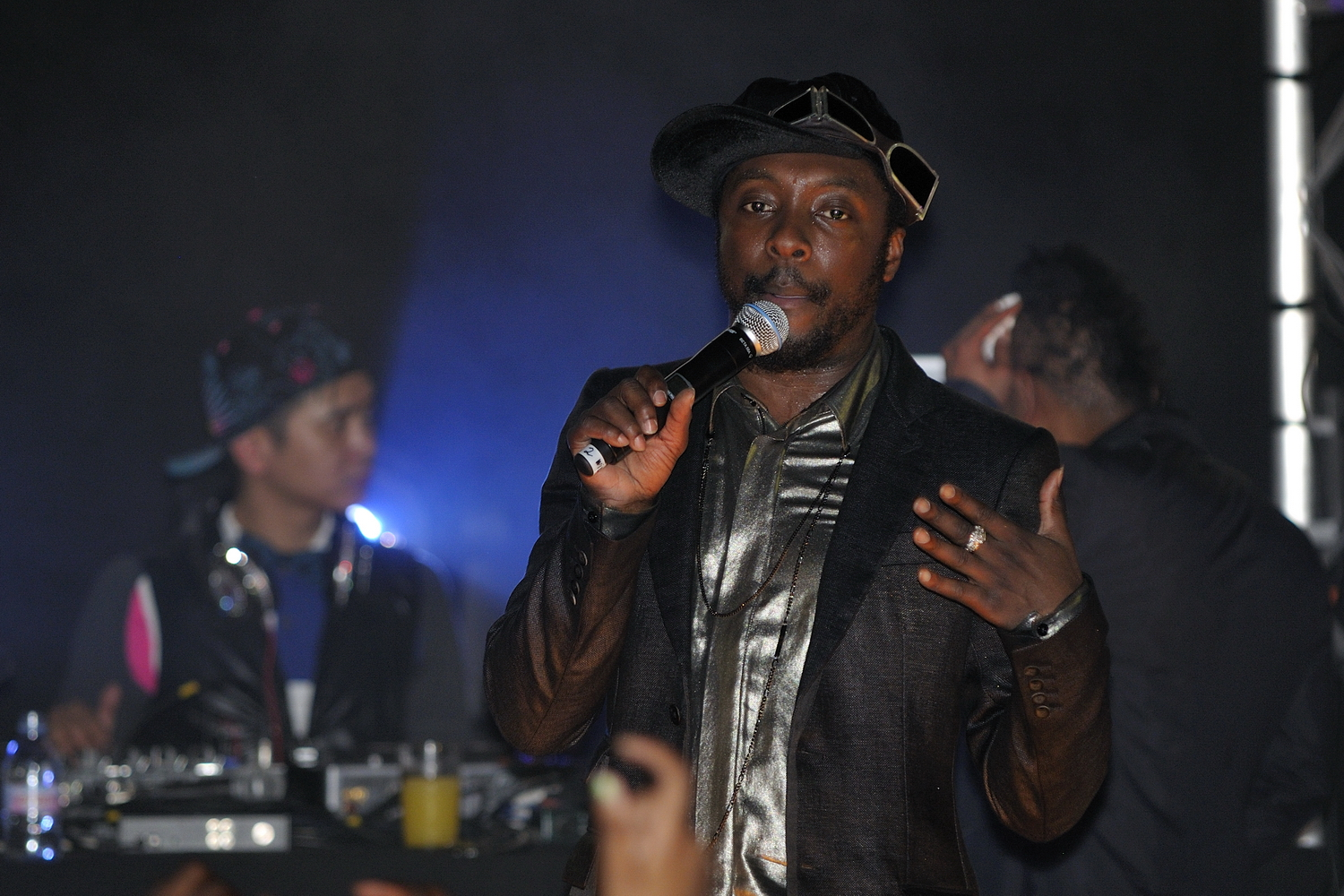

## Diskografie
- 1998 – Behind the Front
- 2000 – Bridging the Gap
- 2003 – Elephunk
- 2005 – Monkey Business
- 2009 – The E.N.D.
- 2010 – The Beginning
- 2018 – Masters of the Sun Vol. 1
- 2020 – Translation
- 2022 – Elevation

## Umístění v hitparádách v České republice
| Název                     | Rok  | Umístění |
| ------------------------- | ---- | -------- |
| Where Is the Love?        | 2003 | 5        |
| Shut Up                   | 2003 | 7        |
| Hey Mama                  | 2004 | 2        |
| Let's Get It Started      | 2004 | 9        |
| Don't Phunk with My Heart | 2005 | 13       |
| Don't Lie                 | 2005 | 11       |
| My Humps                  | 2005 | 19       |
| Pump It                   | 2006 | 2        |
| Mas que Nada              | 2006 | 25       |
| Boom Boom Pow             | 2009 | 7        |
| I Gotta Feeling           | 2009 | 1        |
| Meet Me Halfway           | 2009 | 3        |
| Missing You               | 2009 | 9        |
| Rock That Body            | 2010 | 23       |
| The Time                  | 2010 | 1        |
| Just Can't Get Enough     | 2011 | 1        |
| Don't Stop the Party      | 2011 | 12       |